# 东楚州
东楚州，中国南北朝时设置的州。
- 东魏武定七年（549年）改东徐州置东楚州，治宿预县（今江苏宿迁市东南、泗阳县西北废黄河东北岸郑楼乡古城）。辖境约当今江苏省宿迁市一带。下辖宿豫郡、高平郡、淮阳郡、晋宁郡、安远郡、临沭郡六郡，北齐下辖宿豫郡、高平郡、淮阳郡三郡，南朝陈太建七年（575年）改为安州。北周建德五年（575年）复改为东楚州，大象二年（580年）改为泗州。
- 唐朝武德初年臧君相据楚州，号东楚州。治所在山阳县（今江苏淮安市）。唐高祖武德四年（621年）臧君相降唐，因置东楚州。辖境相当今江苏淮安市。下辖山阳县、盐城县、安宜县、盱眙县、淮阴县。武德八年（625年）改名楚州。